# Ramuselloppia anomala
Ramuselloppia anomala är en kvalsterart som beskrevs av Subías och Rodríguez 1986. Ramuselloppia anomala ingår i släktet Ramuselloppia och familjen Oppiidae. Inga underarter finns listade i Catalogue of Life.